# Straight Out Of Hell
Straight Out Of Hell är det tyska power metal-bandet Helloweens fjortonde studioalbum, utgivet i januari 2013 på Sony Music och i Japan på Victor. Singlarna "Burning Sun" och "Nabataea" föregick albumet.
Liksom på föregångaren gästade Olaf Senkbeil (Dreamtide) på skivan.
En musikvideo spelades in till "Nabataea".
Straight Out Of Hell nådde fjärdeplats på den tyska topplistan och sjätteplats på den svenska.

## Låtlista
1. "Nabataea" – 7:03
2. "World of War" – 4:56
3. "Live Now!" – 3:10
4. "Far from the Stars" – 4:41
5. "Burning Sun" – 5:33
6. "Waiting for the Thunder" – 3:53
7. "Hold Me in Your Arms" – 5:10
8. "Wanna Be God" – 2:02
9. "Straight Out of Hell" – 4:33
10. "Asshole" – 4:09
11. "Years" – 4:22
12. "Make Fire Catch the Fly" – 4:22
13. "Church Breaks Down" – 6:06

Bonusspår på digipakutgåvan
1. "Another Shot of Life" – 5:13
2. "Burning Sun" (Hammond Version) – 5:33

Bonusspår på den japanska digipakutgåvan
1. "No Eternity" – 3:37
2. "Burning Sun" (Hammond Version) – 5:33

## Medverkande
Musiker
- Andi Deris – sång
- Michael Weikath – gitarr
- Sascha Gerstner – gitarr
- Markus Grosskopf – basgitarr
- Dani Löble – trummor

Bidragande musiker
- Olaf Senkbeil – bakgrundssång
- Matthias Ulmer – keyboard
- Billy King – bakgrundssång

Produktion
- Charlie Bauerfeind – producent, inspelningstekniker, mixning
- Thomas Geiger – inspelningstekniker, redigering
- Matthias Ulmer – keyboardarrangemang
- Marcos Moura – illustrationer
- Martin Häusler – omslagskonst, albumkonst, foto